# Lázaro Bardón Gómez
Lázaro Bardón Gómez   (Inicio, 8 de juny de 1817 - Collado Mediano, 9 de juny de 1897) va ser un hel·lenista i Sacerdot espanyol.

## Biografia
Va néixer en la localitat lleonesa d'Inicio el 8 de juny de 1817. Hel·lenista i sacerdot, Bardón fa ser catedràtic de Grec a la Universitat de Salamanca en 1849 i en la Universitat Central des de 1850, a més de ser rector d'aquesta última entre 1870 i 1871. En 1852 es doctoraria en Literatura amb la disertació doctoral Acerca del carácter de Achiles. Va ser autor d'obres com Lectiones graecae o  Estirpes verbales de las lenguas latina y griega u origen de todos sus verbos agrupados por familias y clasificados conforme a la derivación y composición de cada uno de ellos, entre d'altres.
Proper al krausisme, va mantenir amistat amb Salustiano de Olózaga Almandoz i va militar en el Partit Progressista. Va ser admirat per Menéndez Pelayo i Unamuno i entre els seus «rivals» s'hi haurien trobat Alfredo Adolfo Camús i Antonio María García Blanco. Va morir al municipi madrileny de Collado Mediano el 9 de juny de 1897.